# Philipp von Side
Philipp von Side oder Philippus Sidetes (* ca. 380; † um 431) war ein spätantiker Kirchenhistoriker. Er wurde in Side in Pamphylien, in der Nähe von Ikonion in Kleinasien geboren. Er schrieb eine Geschichte des Christentums, die fragmentarisch erhalten geblieben ist. In diesen Fragmenten beruft er sich auf die bekanntere Historia Ecclesiae des Eusebius von Caesarea.
Philipp war wahrscheinlich der letzte Historiker, der Papias von Hierapolis zitiert, es ist aber zweifelhaft, dass er dessen fünf Bücher über die logia (Aussprüche) Jesu tatsächlich gelesen hat. Es gilt als wahrscheinlicher, dass er seine Zitate von Eusebius von Caesarea übernommen hat.
Philipp von Side studierte in Alexandria und lehrte dann um 405 in Side. Später wurde er Priester in Konstantinopel im engeren Kreis um Johannes Chrysostomos. Er war mehrmals Kandidat für das Amt des Patriarchen von Konstantinopel und kandidierte gegen Sisinnius I. (425), Nestorius (428) und Maximianus (431).
Als Nestorius, als Vertreter der Antiochenischen Schule, lehrte, dass Christus zwei Naturen habe – eine göttliche und eine menschliche – und dann für Maria den Titel „Christusgebärerin“ anstelle von „Gottesgebärerin“ vorschlug, worauf der Streit eskalierte, schlug sich Philipp von Side als Anhänger der Alexandrinischen Schule auf die Seite Kyrills von Alexandria, der hierin eine Verletzung der Dreieinigkeit Gottes sah.
Von seinen vielzähligen Büchern sind nur Fragmente erhalten geblieben, etwa von seiner Geschichte der christlichen Kirche und seiner Polemik gegen Kaiser Julian. Möglicherweise stützte sich (Pseudo-)Gelasios von Kyzikos auf das Werk Philipps.